# Ancienne Belgique (instituție)
Ancienne Belgique, prescurtat AB, este una din cele șapte instituții oficiale ale Comunității flamande din Belgia și își are sediul în Regiunea Capitalei Bruxelles. Ancienne Belgique este o asociație non-profit (în neerlandeză Vereniging zonder winstoogmerk, vzw). Ea este responsabilă din partea Comunității flamande cu organizarea de concerte și evenimente muzicale în Bruxelles. Uneori, acestea sunt oferite publicului sub forma unor festivaluri muzicale, ca spre exemplu seria de concerte de vară Boterhammen In Het Park, care are loc anual în Parcul Bruxelles. Însă cea mai mare parte a evenimentelor organizate de Ancienne Belgique are loc în sala proprie a instituției, denumită tot Ancienne Belgique și situată pe Bulevardul Anspach nr.110, în inima orașului Bruxelles.
Actualul director general al instituției AB este Dirk De Clippeleir. Președintele Consiliului Director al instituției este Marc Justaert.